# Myripristis jacobus
O fogueira (Myripristis jacobus) é uma espécie de peixe teleósteo, bericiforme, da família dos holocentrídeos e que habia os fundos rochosos do oceano Atlântico. Tais peixes medem cerca de 20 cm de comprimento, contando com o dorso vermelho e flancos e ventre esbranquiçados. Também são conhecidos pelos nomes populares de mariquita, olho-de-vidro, peixe-gato, pirapiranga,soldado e baga-baga.